# جانييه أسيفيدو
جانييه أسيفيدو (بالإسبانية: Janier Acevedo)‏ ولد بتاريخ 6 ديسمبر 1985 في إدارة أنتيوكيا، كولومبيا، هو دراج كولومبي في صنف سباق الدراجات على الطريق.

## سجل النتائج

### المراكز
- حقق المركز الـ 3 في طواف يوتا 2013
- حقق المركز الـ 3 في طواف كاليفورنيا 2013
- حقق المركز الـ 9 في طواف كاليفورنيا 2014
- حقق المركز الـ 9 في طواف سويسرا 2014

## روابط خارجية
- جانييه أسيفيدو على موقع الاتحاد الدولي للدراجات (الإنجليزية)
- جانييه أسيفيدو على موقع أرشيف الدراجات (الإنجليزية)
- جانييه أسيفيدو على موقع إحصائيات الدراجات الإحترافية (الإنجليزية)
- جانييه أسيفيدو على موقع نسبة الدراجات (الإنجليزية)